# 生物檢定法
生物檢定法，也稱作生物覽定及生物檢驗，是用以測定某生物或生物性材料對外來化合物的刺激之反應，藉以定性測試該化學藥劑是否具有活性，或定量地測定適當的藥量。生物檢定法是生物學、醫學、特别是毒理學的重要内容和基礎，在研究新藥的過程中，生物檢定法起了關鍵性的作用。

## 檢定
進行定性檢定及定量檢定時的設施及方法有很大分別。例如定性檢定時要有完善的對照組用以比較結果，而定量檢定時則要有嚴格的標準溶液等配合。

## 應用範疇
1. 在醫學範疇中，測量未確認其化學性質的物質
2. 研究不同中介物的功能
3. 判定新藥的毒性、副作用及劑量
4. 利用生物去測定某物質的濃度（這種方法已被分析化學的方法所取代）
5. 估算特定地區或來源的污染物的性質及濃度，例如廢水及都市垃圾

## 外部鍵接
- （中文） 生物測定[永久]，載吉林工業網
- （英文） What is a bioassay (ToxicityLab.com)? （页面存档备份，存于）
- （英文） Whole Effluent Toxicity Basics (多媒體簡報)